# Nachal Švut
Nachal Švut (hebrejsky נחל שבות) je vádí na Západním břehu Jordánu v Judských horách.
Začíná v nadmořské výšce přes 900 metrů na hřebenu Judských hor na Západním břehu Jordánu jižně od izraelské osady Alon Švut v regionu Guš Ecion. Vede pak hlubokým údolím s terasovitými, zemědělsky využívanými svahy k jihu. Míjí z východu osadu Kfar Ecion. Pak se stáčí k jihovýchodu a zapojuje se do návazných vádí v povodí Arugotu v povodí Mrtvého moře.